# Список российских генералов, погибших в ходе вторжения России на Украину
В ходе отражения российского вторжения украинским военным удалось убить ряд высокопоставленных российских офицеров. Официально Россия признавала гибель восьми генералов. В мае 2023 Минобороны США заявило о гибели как минимум восьми российских генералов. В августе 2022 Великобритания сообщила о гибели 10 генералов РФ. Японская разведка со ссылкой на собственные данные и материалы коллег из США и стран Европейского союза сообщала о 20 погибших российских генералах к февралю 2023 года.

## История
Начало военной агрессии, по подсчётам BBC и «Медиазоны», обернулось для российской армии большими потерями среди офицеров. Среди идентифицированных погибших российских военных каждый пятый имел офицерское звание, каждый третий из них был старшим или высшим офицером. Первым погибшим высшим российским офицером стал генерал-майор Андрей Суховецкий, убитый снайпером в Черниговской области 28 февраля.
В феврале—марте погибли не менее 5 российских генералов (их смерть была подтверждена или не опровергнута). По разным оценкам, российскими силами вторжения в первые месяцы войны командовали от 20 до 50 генералов, что означает потери от 10 % до 25 % высших офицеров. В августе 2022 года Минобороны Великобритании сообщало о гибели не менее 10 российских генералов. В феврале 2023 года японская разведка со ссылкой на данные, основываясь на данных от США и ЕС, оценивала число погибших генералов в 20 человек.
Потери среди российских генералов превысили потери за 10 лет Афганской войны и стали самыми высокими со времён Второй мировой войны. Для сравнения, за время Иракской войны и войны в Афганистане погиб один американский генерал, а за два десятилетия Вьетнамской войны — 9 генералов, почти все — в результате падения вертолётов.

## Обстоятельства
Высокопоставленные российские военные стали приоритетными целями для подразделений разведки и сил специального назначения Украины. Большую роль в убийстве российских генералов сыграло превосходство Украины в радиотехнической разведке, сеть информаторов на оккупированных территориях и помощь стран Запада, снабжающих Украину тактической информацией. При этом власти США отрицали, что отдельно информируют Украину о местоположении российских генералов — эта информация была частью общего массива разведданных. Более того, американские военные отдельно просили украинскую сторону воздержаться от действий, которые могли привести к эскалации конфликта, и отказались передавать разведданные о поездке Валерия Герасимова на фронт.

## Причины
Одной из главных причин высоких потерь среди генерального состава стали особенности российской военной иерархии, в которой младший офицерский состав не имеет инициативы и полномочий, а решения принимаются высшими офицерами. Российская армия не готовилась к большой войне, у военных не было опыта ведения масштабных войсковых операций. Из-за низкой морали войск и давления политического руководства генералы были вынуждены находиться на передовой, занимаясь микроменеджментом, определением тактики, решением операционных и логистических вопросов.
Отдельную роль сыграло использование незащищённых средств связи — мобильных телефонов и гражданских раций, что позволило украинской разведке перехватывать переговоры и вычислять местоположение целей. Отсутствие защищённых раций стало следствием коррупции при оборонзаказе, а разработанный для армии смартфон «Эра» работал на базе сетей 3G/4G и оказался бесполезен после уничтожения российскими же военными значительной части вышек сотовой связи в зоне боевых действий.

## Погибшие генералы
Информация о некоторых высокопоставленных военных появлялась в материалах СМИ (и в ряде случаев была подтверждена российской стороной).
| №  | ФИО                | Звание                                                 | Сообщение о гибели | Должность и обстоятельства гибели |
| -- | ------------------ | ------------------------------------------------------ | ------------------ | --- |
| 1  | Андрей Суховецкий  | генерал-майор                                          | 1 марта 2022       | Заместитель командующего 41-й общевойсковой армии. Убит снайпером в Черниговской области 28 февраля 2022 года (смерть подтверждена российской стороной). |
| 2  | Андрей Колесников  | генерал-майор                                          | 11 марта 2022      | Командующий 29-й общевойсковой армии. По состоянию на 2023 год был жив и занимал должность заместителя командующего российской группировкой в Сирии. |
| 3  | Олег Митяев        | генерал-майор                                          | 15 марта 2022      | Командир 150-й мотострелковой дивизии. Предположительно, убит в боях за Мариуполь. Ответственность за смерть Митяева взял на себя батальон «Азов» (смерть была косвенно подтверждена российскими провоенными телеграм-каналами).                                                                                                 |
| 4  | Владимир Фролов    | генерал-майор                                          | 10 апреля 2022     | Заместитель командующего 8-й общевойсковой армией. Убит снайпером 10 марта 2022 года в Мариуполе (смерть подтверждена российской стороной). |
| 5  | Андрей Симонов     | генерал-майор                                          | 30 апреля 2022     | Начальник войск РЭБ ВС РФ Западного военного округа. Предположительно, убит ударом артиллерии по командному пункту 2-й общевойсковой армии в районе Изюма, Харьковская область. |
| 6  | Канамат Боташев    | генерал-майор (в отставке)                             | 22 мая 2022        | Участвовал в боях в составе ЧВК Вагнер. Су-25 Боташева был сбит ВСУ (смерть подтверждена российской стороной). |
| 7  | Роман Кутузов      | генерал-лейтенант                                      | 5 июня 2022        | Начальник штаба — первый заместитель командующего 8-й общевойсковой армией. Предположительно, командовал соединениями ДНР. Убит в боях за Попасную в районе посёлка Николаевка Луганской области (смерть подтверждена российской стороной).                                                                                      |
| 8  | Дмитрий Ульянов    | генерал-майор (в отставке)                             | 6 февраля 2023     | Командир полка, сформированного из мобилизованных в Татарстане. |
| 9  | Сергей Горячев     | генерал-майор                                          | 12 июня 2023       | Начальник штаба 35-й общевойсковой армии. Погиб в результате удара по штабу 35-й общевойсковой армии в Приморске в ходе украинского контрнаступления в июне 2023 года (смерть подтверждена российской стороной). |
| 10 | Олег Цоков         | генерал-лейтенант                                      | 11 июля 2023       | Зам. командующего Южным военным округом. Погиб в результате удара по запасному командному пункту 58-й армии в Бердянске в ходе украинского контрнаступления в июле 2023 года (смерть подтверждена российской стороной). |
| 11 | Владимир Завадский | генерал-майор                                          | 28 ноября 2023     | Зам. командующего 14-го армейского корпуса. Подорвался на мине или попал под обстрел в районе населённого пункта Крынки в Херсонской области (смерть подтверждена российской стороной). |
| 12 | Игорь Трифонов     | генерал-майор полиции (по приговору суда лишён звания) | 12 декабря 2023    | Бывший начальник УМВД Екатеринбурга, осуждённый за получение взятки. Погиб в бою (смерть подтверждена российской стороной). |
| 13 | Андрей Головацкий  | генерал-майор (в отставке)                             | 30 июня 2024       | Бывший первый зам. начальника штаба Северо-Кавказского регионального командования внутренних войск МВД. Погиб в бою (смерть подтверждена российской стороной). |
| 14 | Ильдар Саидов      | генерал-майор таможенной службы                        | сентябрь 2024      | Был зачислен в отряд «Шторм Z». Погиб в бою. |
| 15 | Павел Клименко     | генерал-майор                                          | 6 ноября 2024      | Командир 5-й гвардейской бригады (смерть подтверждена российской стороной). |
| 16 | Игорь Кириллов     | генерал-лейтенант                                      | 17 декабря 2024    | Начальник войск радиационной, химической и биологической защиты ВС РФ погиб в результате детонации взрывного устройства на Рязанском проспекте в Москве. На месте происшествия вместе с Кирилловым погиб его помощник-водитель, который приехал за генералом, чтобы отвезти на работу (смерть подтверждена российской стороной). |
| 17 | Константин Смешко  | генерал-майор                                          | 26 декабря 2024    | Убит на территории России предположительно авиаударом или ударом HIMARS (смерть подтверждена российской стороной, без указания причины смерти). |
| 18 | Ярослав Москалик   | генерал-лейтенант                                      | 25 апреля 2025     | Заместитель начальника Главного оперативного управления Генштаба Вооруженных сил России. Убит на территории России в результате детонации взрывного устройства (смерть подтверждена российской стороной) |
| 19 | Михаил Гудков      | гвардии генерал-майор                                  | 2 июля 2025        | Заместитель главнокомандующего ВМФ России. Согласно украинским СМИ, 2 июля 2025 года погиб в результате ракетного удара ВС Украины по командному пункту вместе с другими офицерами. Российские источники пишут о гибели во время боевой работы в одном из приграничных районов Курской области.                                  |

Информация о гибели Андрея Мордвичева, Магомеда Тушаева, Виталия Герасимова и Якова Резанцева появлялась в СМИ, но впоследствии не подтверждалась.